# Грамович, Александр Григорьевич
Алекса́ндр Григо́рьевич Грамо́вич (17 августа 1969, Мозырь) — советский и белорусский гребец-каноист, выступал за сборные СССР и Белоруссии в конце 1980-х — начале 1990-х годов. Участник летних Олимпийских игр в Барселоне, бронзовый призёр чемпионата мира, шестикратный чемпион Советского Союза, чемпион СНГ, победитель многих регат республиканского и всесоюзного значения. На соревнованиях представлял Вооружённые силы, мастер спорта международного класса.

## Биография
Александр Грамович родился 17 августа 1969 года в городе Мозырь Белорусской ССР. Активно заниматься греблей начал в раннем детстве, проходил подготовку в отделении гребли на байдарках и каноэ Мозырского городского совета добровольного спортивного обществ «Спартак» под руководством тренеров Аллы Александровны Борисок и Сергея Ивановича Зборовского. Позже состоял в спортивном клубе Вооружённых сил.
Первого серьёзного успеха на всесоюзном уровне добился в 1988 году, когда стал чемпионом СССР в эстафете 4 × 500 м. Два года спустя выиграл чемпионат Советского Союза сразу в двух дисциплинах, в одиночках на дистанции 500 метров и в двойках на дистанции 1000 метров. Благодаря череде удачных выступлений удостоился права защищать честь страны на чемпионате мира в польской Познани, откуда в итоге привёз награду бронзового достоинства, выигранную вместе с напарником Юрием Гуриным в километровой гонке двоек — на финише их обошли только экипажи из ГДР и Румынии. За это выдающееся достижение удостоен почётного звания «Мастер спорта СССР международного класса».
На последнем чемпионате СССР, прошедшем в 1991 году, стал чемпионом в двойках на 500, 1000 и 10000 метрах. После распада Советского Союза продолжил выступать за сборную Белоруссии, в частности на первом и единственном чемпионате СНГ в 1992 году выиграл километровую дисциплину каноэ-двоек. Вошёл в состав Объединённой команды бывших советских республик, созданной для участия в летних Олимпийских играх в Барселоне — совместно с Алексеем Играевым стартовал в зачёте двухместных каноэ на тысяче метрах, благополучно дошёл до финальной стадии, но в решающем заезде финишировал лишь восьмым.
Впоследствии ещё в течение нескольких лет продолжал спортивную карьеру, однако проходил отбор только в резервный состав национальной сборной и на крупных международных регатах существенного успеха больше не добивался. Одно из последних его достижений — две бронзовые медали на Играх доброй воли 1994 года в Санкт-Петербурге.